# Chiesa di San Michele Arcangelo (Rapallo)
La chiesa di San Michele Arcangelo è un luogo di culto cattolico situato nella frazione di San Michele di Pagana, in via Prelo 1, nel comune di Rapallo nella città metropolitana di Genova. La chiesa è sede della parrocchia omonima del vicariato di Rapallo-Santa Margherita Ligure della diocesi di Chiavari.

## Storia

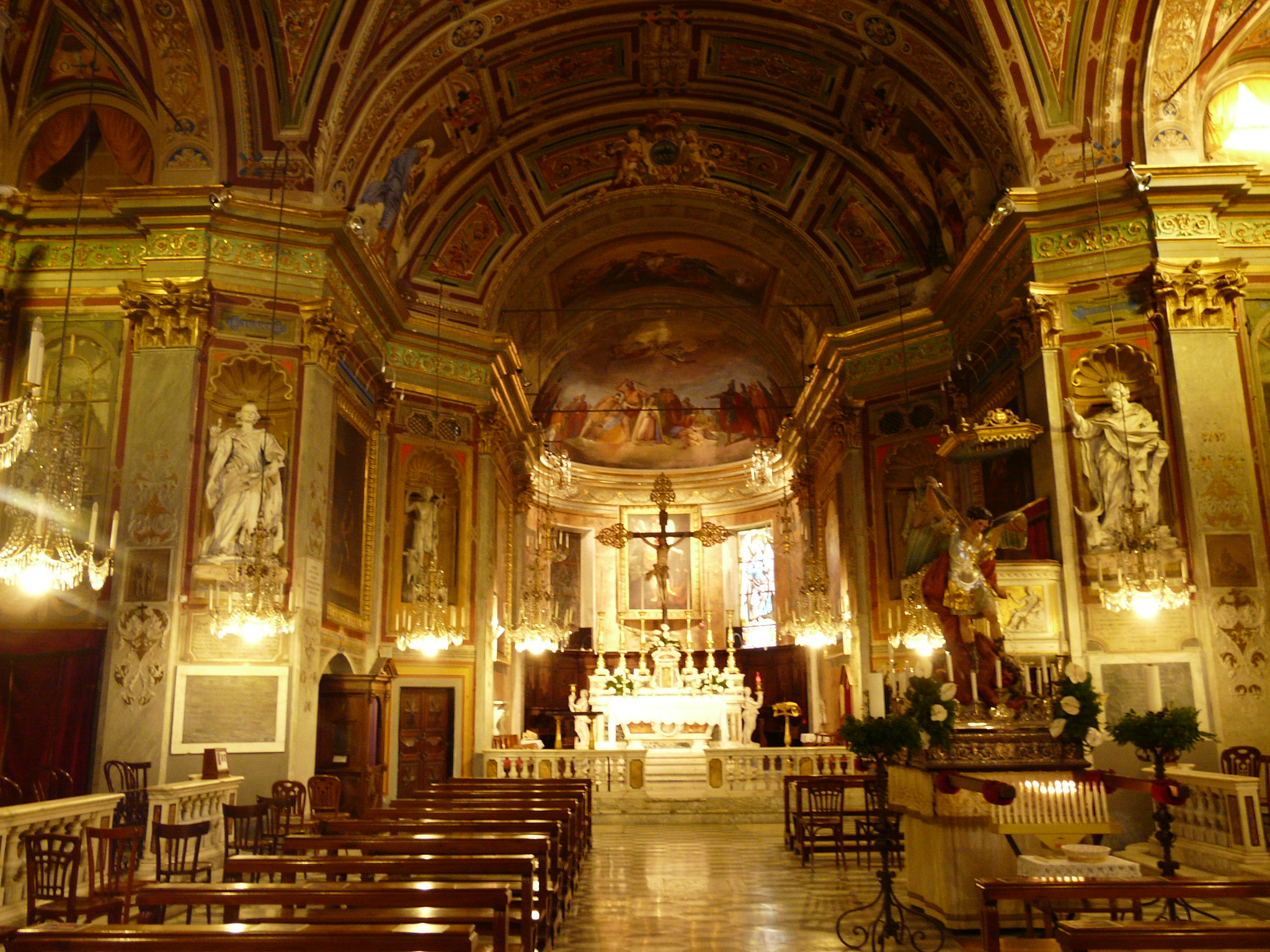
La navata

Secondo una lapide, esposta presso l'edificio, la prima datazione della chiesa è risalente al 1133.
Nel 1581 subì le prime modifiche alla struttura e maggiormente nel 1604 grazie alla donazione da parte della Repubblica di Genova di alcuni fondi per le ristrutturazioni. Un sostanziale intervento, che interessò la chiesa e il campanile, si ebbe ancora tra il 1749 e il 1793 modificando notevolmente l'impianto originario.

## Descrizione

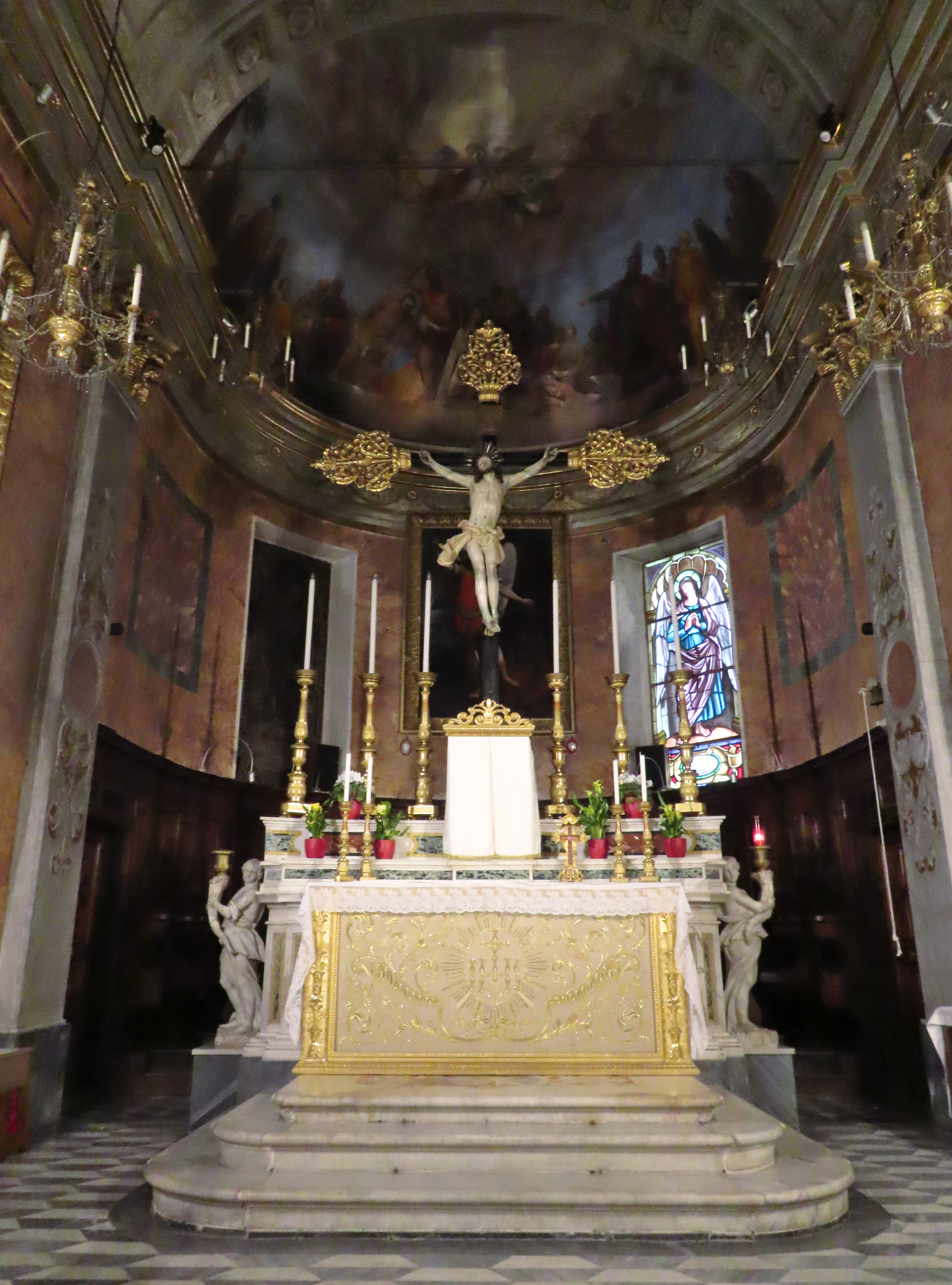
Presbiterio col Crocifisso di Anton Maria Maragliano

Oggi l'interno si presenta con un'unica navata, dove si trova l'altare maggiore, sormontato da un crocifisso ligneo di Anton Maria Maragliano. Sono inoltre conservati, grazie alla spontanea donazione della famiglia genovese Spinola, due tavolette fiamminghe del Quattrocento e tele del XVI e XVII secolo attribuite ai pittori Guido Reni, Luca Giordano e al Guercino.

Particolarmente di pregio per la chiesa è il quadro del pittore Van Dyck raffigurante la Crocifissione di Gesù tra i santi Francesco e Bernardo e Francesco Orero, quest'ultimo nobile locale e donatore del dipinto alla chiesa. La tela fu dipinta, con molta probabilità, durante il suo soggiorno a San Michele di Pagana tra il 1621 e il 1624.

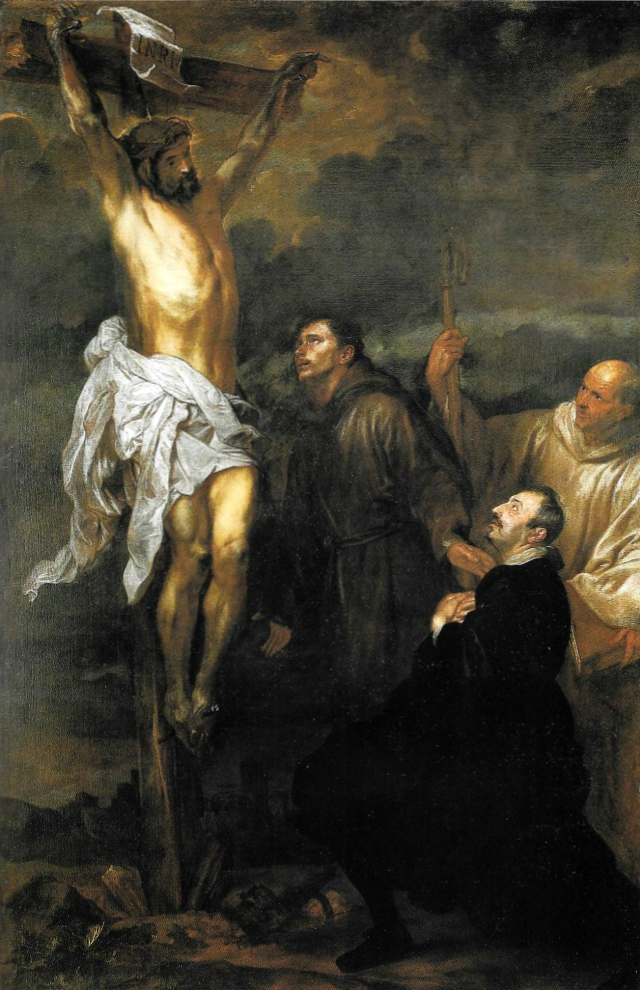
La Crocifissione del Van Dick

Si ricorda inoltre il contributo nell'Ottocento della famiglia Figari, come testimoniato dai documenti parrocchiali, nella donazione della statua marmorea di Sant'Antonio che reca la scritta "dono di Antonio Figari", dal pavimento a motivi trapezoidali in marmo bianco e bardiglio, dalle lesene di marmo bianco di Carrara lavorato e dorato, dal cornicione dipinto di celeste con stucchi in oro e dal rosone donato dalla famiglia negli anni cinquanta; quest'ultimo raffigura l'Apparizione della Madonna di Montallegro al contadino Giovanni Chichizola del 2 luglio 1557.